# فرانسوا دسه

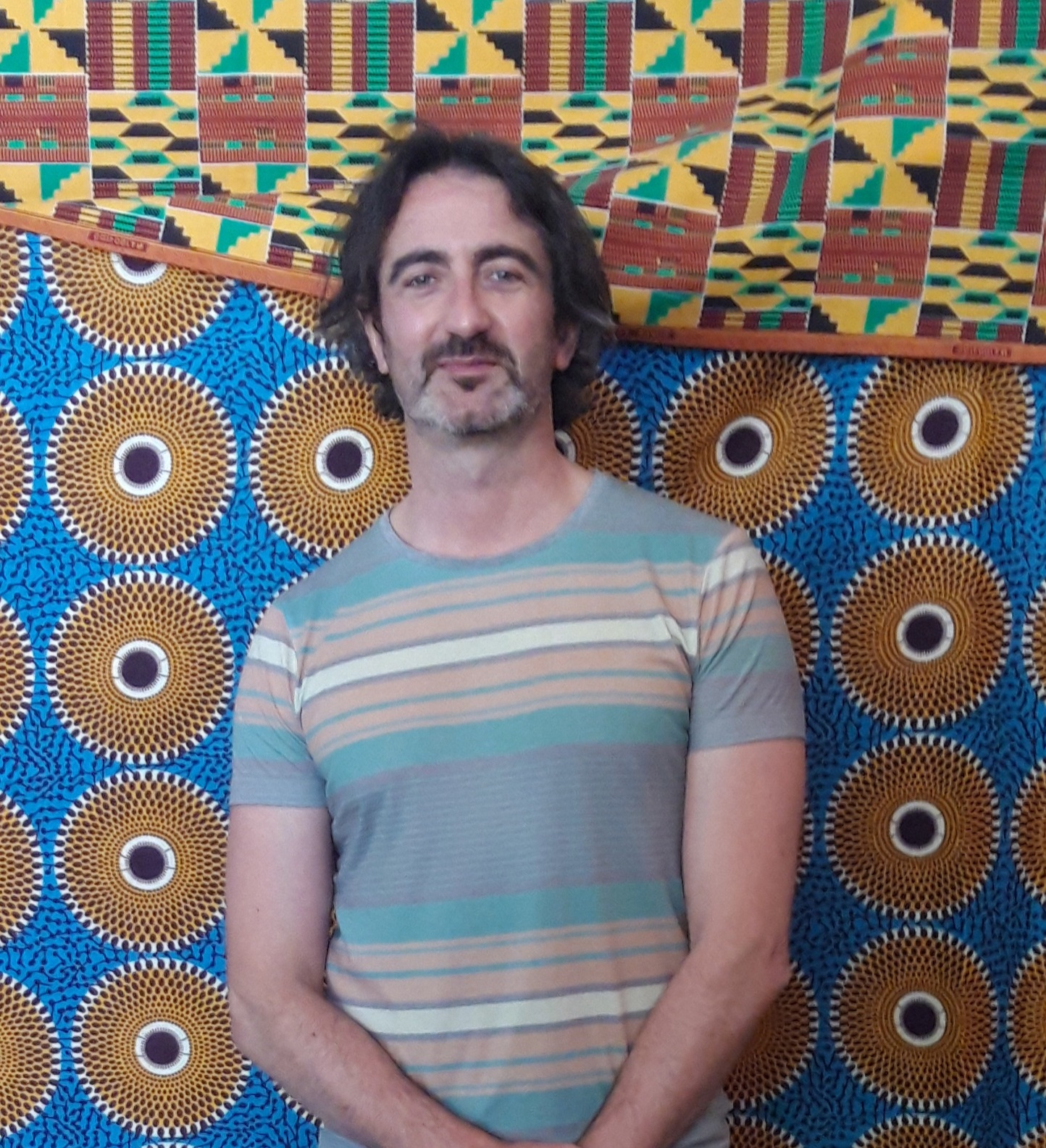
فرانسوا دِسه

‌فرانسوا دِسه (به فرانسوی: François Desset)، باستان‌شناسی فرانسوی با تمرکز پژوهشی بر پیشاتاریخ و تاریخ اولیهٔ ایران است که رمزگشایی خط یا دبیرهٔ ایلامی خطی را در سال ۲۰۲۰ اعلام کرده و تا سال ۲۰۲۳ منتشر کرد.
فرانسوا دسه در سال ۲۰۱۱ دکترای خود را از دانشگاه سوربن پاریس دریافت کرد. او برای دپارتمان Archéorient مرکز ملی تحقیقات علمی کار می کند و با دانشگاه‌های تهران و لیون همکاری میکند. وی از سال ۱۳۹۳ در دانشگاه تهران به تدریس باستان‌شناسی عصر مفرغ مشغول است. او از سال ۲۰۰۶ پژوهش را آغاز کرده و در سال ۲۰۲۰ او تلاشی برای رمزگشایی دبیرهٔ ایلامی خطی ارائه کرد که در حدود ۲۰۰۰ پیش از میلاد نوشته شده بود.
مقاله‌ای فارسی از فرانسوا دسه درمورد رمزگشایی این خط در روزنامهٔ شرق منتشر شده است.

## زندگی‌نامه
او در ۲۷ ژوئیهٔ ۱۹۸۲ در شهر مَسی (Massy) نزدیک پاریس در فرانسه به دنیا آمد. بعدها به شهر تولوز نزدیک مرز فرانسه با آندورا و اسپانیا رفت و در همان شهر هم به تحصیل در دانشگاه مشغول شد.
او در شروع قصد داشت به عراق برود اما در ۲۱ سالگی چون امکان تحصیل در باستان‌شناسی خاورمیانه در دانشگاه تولوز وجود نداشت به پاریس رفت و در آنجا با یکی از استادانش به نام دکتر سرژ کلزیو (Serge Cleuziou) صحبت کرد و به او گفت که می‌خواهد در عراق، درباره بین‌النهرین کار کند و این موضوع برمی‌گردد به سال ۲۰۰۳ که عراق توسط ارتش امریکا اشغال شده بود. استادش به او گفت که این، انتخاب خیلی خوبی نیست و پیشنهاد داد که به ایران بیاید که نزدیک عراق هم هست و از دوره‌ای به بعد دیگر کسی روی ایران کار نکرده است.
در نتیجه نخستین بار در سال ۲۰۰۶ برای حفاری جیرفت به ایران آمد و با پروفسور مجیدزاده همکاری کرد.

## آثار و مقالات
- کاسه‌های کوبه در دشت کرمانشاه: ردپایی از گسترهٔ سنت سفال دورهٔ مس‌وسنگ جدید شمال میان‌رودان در زاگرس مرکزی، مطالعات باستان‌شناسی پارسه سال پنجم زمستان ۱۴۰۰ شمارهٔ ۱۸.[۷]
- تمدن جیرفت (براساس متون میخی بین‌النهرینی و کشفیات باستان‌شناختی در محوطه‌های باستانی ورامین و کُنارصَندَل جیرفت)، (مقالهٔ علمی وزارت علوم)، تاریخ اسلام و ایران سال سی‌ام پاییز ۱۳۹۹ شمارهٔ ۴۷ (پیاپی ۱۳۷).[۸][۹]
- رمزگشایی خط آغاز ایرانی جدید، داستان باستان، شرق.[۱۰][۱۱]
- سیستم نگارش جدید کشف‌شده مربوط به هزارهٔ سوم پیش از میلاد در ایران: الواح «هندسی» کُنارصَندَل الواح «هندسی» هزارۀ سوم پ.م کُنارصندل: نظام نوشتاری جدید مکشوفه از ایران.[۱۲]

- François Desset, Premières écritures iraniennes. Les systèmes proto-élamite et élamite linéaire, Naples, Università degli studi di Napoli « L'Orientale », Dipartimento Asia Africa Mediterraneo, coll. « Series minor » (no 76), 2012 (ISBN 978-88-6719-083-6)[۱۳]

## حواشی
پیرامون برخی ادعاهای این باستان‌شناس فرانسوی، انتقاداتی از سوی برخی مانند دکتر آوات عباسی صورت گرفته است، و وی به سرقت علمی از آثار دکتر آژیده مقدم متهم شده است، همچنین یک کارزار علیه او شکل گرفت.